# Nesomys narindaensis
Nesomys narindaensis är en utdöd gnagare i underfamiljen Madagaskarråttor.
Arten blev 2010 vetenskaplig beskriven med kvarlevor som hittades i 12 000 år gamla sediment samt i en grotta. Fyndplatserna ligger på norra och nordvästra Madagaskar. Exemplaren var större än de nu levande arterna av släktet Nesomys. Dagens medlemmar lever i fuktiga skogar. Antagligen var vädret under artens levnadstid ännu fuktigare.